# Ilusión
El término ilusión se refiere a una percepción o interpretación errónea de un estímulo externo real. Por ejemplo, ver algo que parecía un animal pero cuando lo vemos bien solo hay vegetación, o interpretar una sombra en una calle oscura como si fuera una persona. Este tipo de interpretaciones ha llevado a muchos autores a definir las ilusiones como el resultado de la combinación de poca claridad perceptiva y un estado emocional intenso. Otro tipo de ilusiones son las conocidas como ilusiones ópticas y las pareidolias.

## Patologías en psicología
Aunque cualquier persona puede experimentar ilusiones sin que ello suponga un estado patológico, algunos trastornos psicológicos pueden incluir ilusiones patológicas. Por ejemplo, una persona con psicosis y la idea delirante de que un grupo de personas está planeando su muerte, al oír una conversación cualquiera entre un grupo de desconocidos, podría escuchar su nombre y los planes para asesinarlo.

## Ilusión como emoción positiva
La RAE asigna cuatro significados a la palabra ilusión en español:
1. Engaño de los sentidos
2. Esperanza cuyo cumplimiento parece especialmente atractivo
3. Viva complacencia en algo
4. Ironía picante

El primer significado es compartido por muchos idiomas: inglés (illusion), francés (illusion), portugués (ilusão), alemán (illusion)... Se trata de un fenómeno científicamente estudiado y del mayor interés, porque, por ejemplo, las ilusiones ópticas muestran cómo el cerebro de las personas procesa las imágenes.

Ilusión óptica: vemos como roto un lápiz introducido en un vaso de agua que realmente está entero. Esto se debe a la refracción de la luz.

Pero el segundo significado (del que el tercero es solamente un matiz; el cuarto se utiliza muy poco) es exclusivo del idioma español, y su traducción a otros idiomas puede hacer que se pierdan connotaciones.
En español se dice que algo "hace ilusión", se siente "ilusión por algo". Es una emoción agradable que la persona siente al pensar anticipadamente en algo que le gusta, y de lo que espera disfrutar en un plazo razonable. Julián Marías considera que la primera utilización de la palabra con este sentido se debe a José de Espronceda (1808-1842).
En inglés existe la expresión look forward to (literalmente: mirar por anticipado hacia), que también expresa este concepto. Pero al contrario de muchos otros verbos del inglés, que han dado lugar a conceptos que se estudian (por ejemplo, crowding), no ha ocurrido así con look forward to, aunque la ilusión (en este sentido de emoción positiva) es un concepto importante en psicología. No tener ilusión por nada es un síntoma de depresión.
Asimismo recuperar la ilusión por las cosas (empezando por alguna de ellas) es una de las formas de salir de la depresión, y mantenerse ilusionado por algo puede evitar que se caiga en ella. La ilusión proporciona ganas de vivir. La ilusión de vivir es incluso un libro del conocido psiquiatra Enrique Rojas.
Se considera una emoción protectora y beneficiosa. El concepto trasciende la dimensión personal y se vuelve frecuente objeto de proclamas políticas: «tenemos que recuperar la ilusión colectiva».
Es la emoción contraria a la ansiedad anticipatoria (la persona se siente mal porque piensa en algo que ocurrirá en el futuro y que le resulta desagradable); en cambio, la ilusión al evocar algo placentero proporciona bienestar. La investigación ha hallado que el neurotransmisor responsable de esta emoción es la dopamina. Es más, la ilusión al pensar en una actividad agradable no solo proporciona placer al individuo que la experimenta, sino que lo impulsa a realizar esa actividad. Es por tanto fundamental para la motivación.

### Aproximaciones en otros idiomas
La palabra más aproximada en inglés es dream (en su sentido de "ilusión", no en el de "ensueño"). En francés, rêve. Pero cuando en español hablamos de "nuestros sueños", los vemos en general como de mucho más difícil realización que aquello que nos hace ilusión. Por ejemplo, el sueño de un joven puede ser convertirse en astronauta, pero le hace ilusión jugar un partido con sus amigos.